# Płonka (dopływ Wkry)
Płonka – rzeka, prawobrzeżny dopływ Wkry o długości 43,37 km.
Wypływa w pobliżu miejscowości Staroźreby, przepływa przez Płońsk, uchodzi do Wkry w pobliżu miejscowości Kołoząb.
Dopływy:
- Dzierzążnica
- Żurawianka
- dopływ spod Gniewkowa